# Дейвид Мойс
Дейвид Уилям Мойс (на английски: David William Moyes) е шотландски футболен треньор и бивш играч. Висок е 185 см.

## Кариера като футболист
По време на своята кариера като професионален футболист Мойс играе като централен защитник и преминава последователно през отборите на Селтик (24 мача за първенство), Кембридж Юнайтед (79 мача и 1 гол), Бристъл Сити (83 мача и 6 гола), ФК Шрусбъри Таун (96 мача и 11 гола), Дънфърмлин Атлетик (105 мача и 13 гола), Хамилтън Академикал (5 мача) и Престън Норт Енд (143 мача и 15 гола). Шампион на Шотландия през 1982 г.

## Треньорска кариера

### Престън Норт Енд
През януари 1998 г. поема Престън и спасява отбора от изпадане в четвъртото ниво на английския футбол, а в следващия сезон печели титлата на старата Втора Дивизия (сега Лига 1) и класира отбора в Първа дивизия (сега Чемпиъншип), където тимът стига дори до плейофите за влизане във Висшата лига.

### Евъртън
Назначен е за мениджър на Евъртън на 14 март 2002 г. и превръща отбора от кандидат за изпадане в стабилен тим, борещ се за място в европейските клубни турнири, въпреки ограничените финансови средства на Евъртън. През 2005 г. Мойс извежда „Карамелите“ до четвъртото място във Висшата лига и участие в Шампионската лига. През 2008 и 2009 г. Евъртън завършва на 5-а позиция в английския шампионат. Финалист за Купата на Англия през 2009 г. Мойс е печелил на три пъти анкетата за „Мениджър на годината“ (през 2003, 2005 и 2009 г.). Към май 2013 г. Мойс е водил Евъртън в 516 мача във всички турнири (217 победи, 139 равенства и 160 загуби).

### Манчестър Юнайтед
На 9 май 2013 г. подписва шест годишен договор като мениджър на Манчестър Юнайтед и наследник на легендарния сър Алекс Фъргюсън. Поема поста от 1 юли 2013 г.  Не успява да класира Манчестър Юнайтед за участие в европейските клубни турнири за първи път след 1990 г. и е освободен от поста. В 51-те мача под негово ръководство Манчестър Юнайтед печели 27, завършва 9 на равно и губи 15. 

### Реал Сосиедад
На 11 ноември 2014 г. става треньор на испанския Реал Сосиедад, а договора му е за срок от две години до 30 юни 2016 година.